# Вашківецький повіт
Вашківе́цький повіт — історична адміністративно-територіальна одиниця у складі Герцогства Буковина Австро-Угорщини (1903-1918), Чернівецького округу ЗУНР (1918), Румунського королівства (1918-1925) та Чернівецької області УРСР (1940-1962).

Адміністративний центр — місто Вашківці.

## Розташування
Вашківецький повіт розташовувався у західній частині історичного регіону Буковина (сьогодні Північна Буковина), в межах Буковинського Прикарпаття на правому березі Черемошу в районі впадіння у Прут.

## Бецірк Вашківці на Черемоші
Бецірк Вашківці на Черемоші (нім. Bezirk Waschkoutz am Czeremosch) або Вашківецький повіт — адміністративно-територіальна одиниця, що існувала протягом (1903–1918) у складі Герцогства Буковина Австро-Угорщини.

Бецірк був утворений в 1903 році шляхом об'єднання відокремленої від безірк Вижниця судової округи Вашківці на Черемоші та вилученої зі складу безірк Сторожинець судової округи Станівці.

### Межі повіту
Вашківецький повіт розташовувався у північно-західній частині Герцогства Буковина.

На півночі межував з бецірк Кіцмань, на сході — Черновиці, на півдні — Сторожинець, на заході — Вижниця.

Північно-західна межа, що проходила по Черемошу, співпадала з адміністративним кордоном між Герцогством Буковина та Королівством Галичини та Володимирії, за яким розташовувався бецірк Снятин.

### Самоврядні громади на 1910 рік[1]
Судовий повіт Вашківці на Черемоші
- Вашківці на Черемоші
- Банилів Слободзія (Панська Долина)
- Банилів Руський
- Вилавче
- Замістє
- Карапчів на Черемоші
- Чартория

Судовий повіт Станівці
- Станівці Долішні на Черемоші (Станівці Великі)
- Барбівці
- Волока на Черемоші
- Глиниця
- Драчинці
- Калинівці на Черемоші
- Костинці
- Остра
- Станівці Горішні на Черемоші (Станівці Малі)
- Кабин

### Структура населення
Повіт за переписом 1910 року налічував 17 населених пунктів, об'єднаних у 17 гмін (самоврядних громад). Проживало 42 290 осіб (на території майбутнього Вашківецького повіту в 1900 році проживало 41 353 особи). За віросповіданням: 1 886 римо-католиків, 484 греко-католики, 109 вірмено-католиків, 34 302 православні, 2 вірменської православної церкви, 157 лютеранів і 5 350 юдеїв. За національністю: 5 625 німці, 15 чехів-моравців-словаків, 1 700 поляків, 34 670 українців, 242 румуни, 38 чужоземців.

## Перша світова війна
Під час Першої світової війни територія повіту неодноразово займалася російськими військами. Протягом цього часу повітом керував призначений окупаційною владою намісник («начальник уезда»).

## У складі ЗУНР
3 листопада 1918 року у Чернівцях відбулось, організоване Українським Крайовим Комітетом Буковини, велелюдне (понад 10 тисяч учасників) Буковинське віче, що ухвалило рішення про возз'єднання Північної Буковини із ЗУНР та подальшу злуку з УНР у соборну Україну.

6 листопада 1918-го року останній Буковинський крайовий президент граф Йозеф фон Ездорф офіційно передав владу у повітах де переважна більшість мешканців становили русини (зокрема Вашковецькому) представнику УНРади Омеляну Поповичу.

Передбачалося збереження Вашковецького повіту у складі утвореного Чернівецького округу ЗУНР.

Однак Румунське королівство, спираючись на шовіністичні кола серед лідерів місцевої румунської громади, скориставшись відведенням українських військових частин на польський фронт, розпочала військову операцію, підсумком якої стала анексія всієї території краю.

## Жудець Вашківці

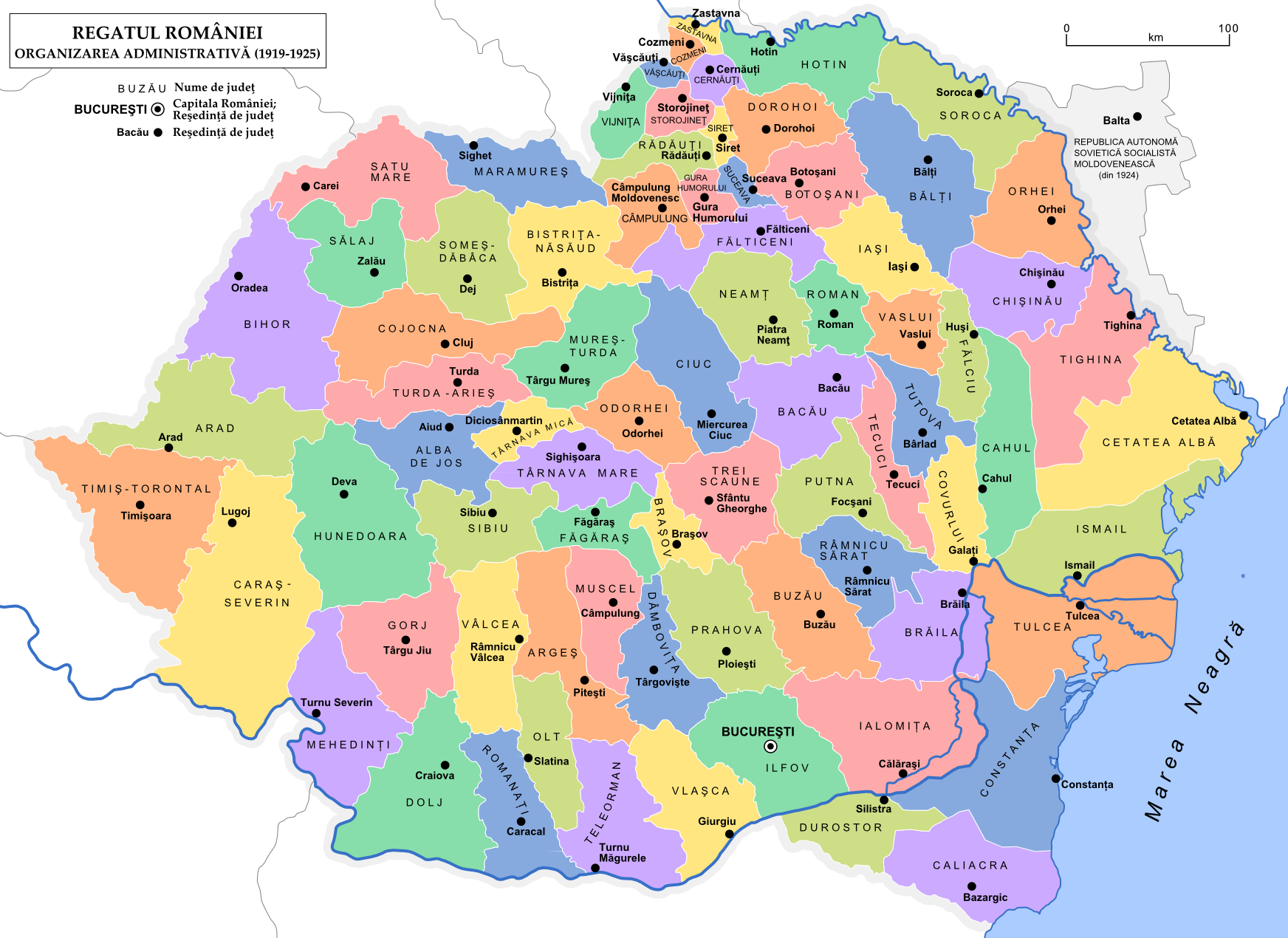
Адміністративно-територіальний поділ Королівства Румунія (1919-1925)

Жудець Вашківці (рум. Județul Vășcăuți) або Вашківецький повіт — адміністративно-територіальна одиниця у складі Румунського королівства.

18 грудня 1918 року указом № 3715 з питань управління Буковиною (який практично зберіг  австрійський адміністративно-територіальний поділ) на базі Вашківецького повіту було утворено Жудець Вашківці.

У відповідності до закону про адміністративну уніфікацію від 14 червня 1925 року його було ліквідовано, та як Пласа Черемош (рум. Plasa Ceremuș) приєднано до Жудеця Сторожинець.

Під час адміністративної реформи (1938) Румунське королівство поділили на цинути, які складалися з жудеців, а пласи (як адміністративні одиниці другого порядку) ліквідували. Територія історичного Вашківецького повіту разом з усім Жудецем Сторожинець увійшла до складу Цинуту Сучава. Проте невдовзі (1940) реформу скасували, цинути ліквідували, а поділ на пласи повернули.

### Межі жудеця
Жудець Вашківці розташовувався на півночі Румунського королівства, у межах історичної Буковини.

Протягом 1918-1925 років обмежувався жудецями: Кіцмань (на півночі), Чернівці (на заході), Сторожинець (на півдні) та Вижниця (на заході).

Північно-західна межа, що проходила по Черемошу, співпадала з румунсько-польським державним кордоном, за яким розташовувався Снятинський повіт.

## Вашківецький район
Вашківецький район (рос. Вашковецкий район) — адміністративно-територіальна одиниця у складі Чернівецької області, яка існувала протягом 1940-1941 та 1944-1962 років.

### Створення району
28 червня 1940 територія Вашківецького повіту, як і вся Північна Буковина, була приєднана до СРСР.

7 серпня 1940, відповідно до рішення VII сесії Верховної Ради СРСР від 2 серпня того ж року про включення Північної Буковини до складу УРСР, створено Чернівецьку область.

Після цього, Верховною радою Української РСР було ухвалено рішення про формування у складі новоствореного регіону 14 районів, одним з яких став Вашківецький район фактично у межах Вашківецького повіту (1903-1925).

### Межі району
Вашківецький район розташовувався в західній частині Чернівецької області.

На півночі межував з Кіцманським районом, на заході - Чернівецьким, на півдні - Сторожинецьким, на заході - Вижницьким.

Північно-західна межа, що проходила по Черемошу, співпадала з адміністративним кордоном між Чернівецькою та 
Станіславською областями, за яким розташовувався Снятинський район.

### Під час ІІ світової війни
Під час ІІ світової війни Північна Буковина протягом майже трьох років (1941-1944)  перебувала у складі королівської Румунії. Адміністративно-територіальний устрій краю, встановлений радянською владою, був скасований. Вашківецький район реорганізований у Пласа Вашківці (рум. Plasa Vășcăuți-pe-Ceremuș) Жудеця Сторожинець, який увійшов до складу Губернаторства Буковина.

### Післявоєнний період
У результаті Проскурівсько-Чернівецької операції радянські війська вийшли на радянсько-румунський державний кордон.

Було відновлено Чернівецьку область з довоєнним адміністративно-територіальним устроєм, включно з Вашківецьким районом.

#### Ліквідація району
30 грудня 1962 Верховна рада Української РСР ухвалила рішення про укрупнення сільських районів Української РСР до розмірів територій виробничих колгоспно-радгоспних управлінь, у зв'язку з чим Вашківецький район ліквідували, а його сільські громади та місто Вашківці були включені до складу Сторожинецького району.

Пізніше, під час чергової адмінреформи, більшу частину населених пунктів історичного Вашківецького повіту було перерозподілено між Вижницьким (Вашківці, Волока, Банилів, Замостя, Карапчів, Коритне, Слобода-Банилів) та Кіцманським районами (Брусниця, Верхні Станівці, Глиниця, Драчинці, Кальнівці, Нижні Станівці, Остра, Чортория). У Сторожинецькому районі залишилися тільки Костинці та Ясени.

## Сучасний стан
19 липня 2020, в рамках Адміністративно-територіальної реформи в Україні Кіцманський та Сторожинецький райони були ліквідовані, а їх об'єднані територіальні громади були розподілені між оновленим Вижницьким та Чернівецьким районами.

До Чернівецького району увійшли Костинці та Ясени (у складі Сторожинецької міської ОТГ), а також Глиниця та Драчинці (Мамаївська сільська ОТГ).

Решта населених пунктів історичного Вашківецького повіту увійшли до Вижницького району — Брусниця, Верхні Станівці, Кальнівці, Нижні Станівці, Остра, Чортория (у складі Брусницької сільської ОТГ); Вашківці, Волока, Замостя, Карапчів, Слобода-Банилів (Вашківецька міська ОТГ); Банилів та Коритне (Банилівська сільська ОТГ).